# Eddy Alvarez
Eduardo Cortes Alvarez (Miami, 30 de janeiro de 1990) é um jogador de beisebol e patinador de velocidade estadunidense. Ele jogou na Major League Baseball (MLB) pelo Miami Marlins, na posição de defensor interno (infielder). Antes de sua carreira no beisebol, ele era um patinador de velocidade em pista curta, tendo conquistado a medalha de prata nos Jogos Olímpicos de Inverno de 2014 em Sóchi na prova de revezamento 5 000 m masculino. Anos depois, nos Jogos Olímpicos de Verão de 2020 voltou a conseguir a prata como integrante da Seleção dos Estados Unidos de Beisebol após confronto contra a equipe japonesa na final da competição.
Ele é o sétimo atleta a ganhar medalhas nos Jogos Olímpicos de Verão e de Inverno, e o sexto a ganhar medalhas nos Jogos Olímpicos de Verão e de Inverno em diferentes desportos. Após sua estreia na MLB em 5 de agosto de 2020, Alvarez se tornou o primeiro atleta olímpico de inverno e o primeiro atleta olímpico que não é de beisebol desde Jim Thorpe a jogar na Major League Baseball. Apenas Alvarez e Jim Thorpe jogaram na Major League Baseball e ganharam uma medalha olímpica em outro esporte.
Filho de imigrantes cubanos, Alvarez cresceu em Miami, na Flórida. Ele começou a andar de patins aos cinco anos e começou a patinação de velocidade no gelo aos sete anos e, aos onze, ganhou títulos nacionais de sua faixa etária em linha, pista longa e pista curta. No ensino médio, fez uma pausa na patinação para se concentrar em sua outra paixão: o beisebol. Ele jogou bem o suficiente para ganhar uma bolsa de estudos, mas abandonou o esporte para perseguir seu sonho olímpico.

## Ver Também
- Lista de atletas que ganharam medalhas tanto nas olimpíadas de verão quanto nas de inverno
- Lista de atletas com medalhas olímpicas em diferentes esportes